# 1220 هـ
1220 هـ هي سنة في التقويم الهجري امتدت مقابلةً في التقويم الميلادي بين سنتي 1805 و1806.

## أحداث
- المدينة المنورة وجدة وينبع ورابغ تصبح تحت حكم الدولة السعودية الأولى.

## مواليد
- أحمد السمين الألباني.
- الحاج محمد الزبيدي، سفير المغرب في أوروبا في عهد السلطان المولى الحسن الأول.
- القندوزي
- بهاء الدين الرواس
- محمد نذير حسين الدهلوي

## وفيات
- عبد اللطيف التستري